# Бачинский, Георгий Алексеевич
Гео́ргий Алексе́евич Бачи́нский (4 декабря 1936, Киев — 26 августа 1996, Львов) — советский и украинский спелеолог, доктор географических наук, профессор.

## Биография

Спелеологи Бачинский Георгий (второй слева) и Савчин Мирон (крайний справа) последний раз вместе в пещере

Спелеологией увлёкся ещё в школе в 1949 году, когда Георгий с другом Мироном Савчиным обследовал небольшие полости близ Львова. Окончил Львовский университет в 1959 году. В 1960—1963 годах он возглавлял палеозоологический отряд Комплексной Карстовой Экспедиции АН УССР, участвовал в открытии и исследовании десятков пещер Крыма, Подолии и Карпат. Закончил аспирантуру Института зоологии АН Украины. Бачинский успешно защитил кандидатскую диссертацию, положительный отзыв на которую дал сам И. А. Ефремов. Он также подарил соискателю рукопись своего романа «Лезвие бритвы» с дарственной надписью. Развивая учение И. А. Ефремова, Бачинский выделил пещерные тафономические фации и разработал методику определения возраста костных остатков коллагеновым, иммерсионным, плотностным методами. 
В 1968 году, за несколько месяцев до защиты докторской диссертации, за активное участие в движении шестидесятников был изгнан из Института зоологии АН УССР с фактическим запретом проводить научную и педагогическую работу. Вынужден был длительное время выполнять техническую работу в геологических организациях. Работал в инженерно-геологических организациях Госстроя УССР, разрабатывал методики сбора, систематизации и повторного использования материалов инженерно-геологических изысканий и составления крупномасштабных инженерно-геологических карт населенных пунктов. 
В 1977 году, по совместительству, преподавал во Львовском университете. С 1979 года в Институте прикладных проблем механики и математики АН УССР, где 1980-1985 годах возглавлял группу математическо-картографического моделирования социоэкосистем, которая составляла Атлас природных ресурсов Львовщины. Затем работал во Львовском отделении Института экономики АН УССР (старший научный сотрудник, ведущий научный сотрудник), где изучал проблемы отношений общества с окружающей средой. В 1990 году Г. А. Бачинский все же защитил диссертацию и получил степень доктора географических наук. Последующая его работа была связана с Украинским лесотехническим университетом во Львове (1990-1996), где он работал профессором кафедры экологии, озеленения и садово-паркового строительства и над изданием учебной литературы в отраслисоциоэкологии. Скоропостижно скончался в  1996 году.
Автор более 100 публикаций (основная — «Тафономия местонахождений наземных позвоночных Украины», 1967, 131 с). Соавтор палеозоологической части комплексной методики исследований пещер (Ташкент, 1983). Участник ряда международных совещаний по карсту. 

## Память
Карстовая пещера-понор Бачинского (275-6) расположена в комплексе Басманских пещер Ялтинского горного массива в Крыму. Заложена в верхнеюрских известняках. Протяженность 52 м, глубина 10 м, площадь 120 м². Названа Карстовой комиссией КАН в 1996 году в честь Г. А. Бачинского (1936—1996), начальника палеозоологического отряда ККЭ в 1959—1965 годах, в связи с его 60-летием.
В пещере Оптимистичная в Тернопольской области Украины, в Медоборах (Подольские Товтры) его именем назван район.